# Saison 1977 de l'ATP
Résultats des principaux tournois de tennis organisés par l'ATP en 1977. Cette saison est marquée par la domination de Guillermo Vilas qui remporte 16 tournois dont Roland-Garros et l'US Open tandis que Björn Borg remporte Wimbledon et Jimmy Connors le Masters. Malgré cela, Vilas n'atteindra jamais la place de no 1 mondial car à l'époque il y avait les tournois ATP et ceux du Grand Prix (ITF), l'ATP faisait une moyenne par rapport aux victoires (tours atteints = points) et nombres de tournois joués et là Connors était au-dessus.
- 1. Connors, 897 points/ 15 tournois = Moyenne 59.80
- 2. Vilas, 1610 points/ 28 tournois = Moyenne 57.50
- 3. Borg, 728 points/ 19 tournois = Moyenne 38.32

Tandis que l'ITF pour ses tournois comptait simplement les points comme cela se fait actuellement à l'ATP (tournois limités pour le top 10) :
- 1. Vilas, 2047 points
- 3. Borg, 1210 points
- 8. Connors, 722 points

## Résultats
| Date  | Tournoi             | Tournoi | Dotation  | Surface      | Vainqueur        | Vainqueur | Finaliste       | Finaliste | Score                   | Tableau |
| ----- | ------------------- | ------- | --------- | ------------ | ---------------- | --------- | --------------- | --------- | ----------------------- | ------- |
| 01/01 | Australian Open (1) |         | $ 200 000 | Herbe        | Roscoe Tanner    |           | Guillermo Vilas |           | 6-3, 6-3, 6-3           | Tableau |
| 23/05 | Roland-Garros       |         | $ 300 000 | Terre battue | Guillermo Vilas  |           | Brian Gottfried |           | 6-0, 6-3, 6-0           | Tableau |
| 20/06 | Wimbledon           |         | $ 198 645 | Herbe        | Björn Borg       |           | Jimmy Connors   |           | 3-6, 6-2, 6-1, 5-7, 6-4 | Tableau |
| 31/08 | US Open             |         | $ 250 000 | Terre Battue | Guillermo Vilas  |           | Jimmy Connors   |           | 2-6, 6-3, 7-6, 6-0      | Tableau |
| 19/12 | Australian Open (2) |         | $ 200 000 | Herbe        | Vitas Gerulaitis |           | John Lloyd      |           | 6-3, 7-6, 5-7, 3-6, 6-2 | Tableau |
| 04/01 | Masters             |         | $ 400 000 | Synthétique  | Jimmy Connors    |           | Björn Borg      |           | 6-4, 1-6, 6-4           | Tableau |

## Classement final ATP 1977
| N° | Joueur             | Pays | Évolution     |
| -- | ------------------ | ---- | ------------- |
| 1  | Jimmy Connors      |      | en stagnation |
| 2  | Guillermo Vilas    |      | +4            |
| 3  | Björn Borg         |      | −1            |
| 4  | Vitas Gerulaitis   |      | +14           |
| 5  | Brian Gottfried    |      | +5            |
| 6  | Eddie Dibbs        |      | +3            |
| 7  | Manuel Orantes     |      | −3            |
| 8  | Raúl Ramírez       |      | −3            |
| 9  | Ilie Năstase       |      | −6            |
| 10 | Dick Stockton      |      | +5            |
| 11 | Corrado Barazzutti |      | +11           |
| 12 | Ken Rosewall       |      | +1            |
| 13 | Wojtek Fibak       |      | +1            |
| 14 | Harold Solomon     |      | −6            |
| 15 | Roscoe Tanner      |      | −4            |
| 16 | Sandy Mayer        |      | +59           |
| 17 | Jaime Fillol       |      | +7            |
| 18 | John Alexander     |      | +29           |
| 19 | Tony Roche         |      | +31           |
| 20 | Buster C Mottram   |      | +21           |